# Oxacis pallida
Oxacis pallida là một loài bọ cánh cứng trong họ Oedemeridae. Loài này được LeConte miêu tả khoa học năm 1854.